# Cavalls en la Primera Guerra Mundial

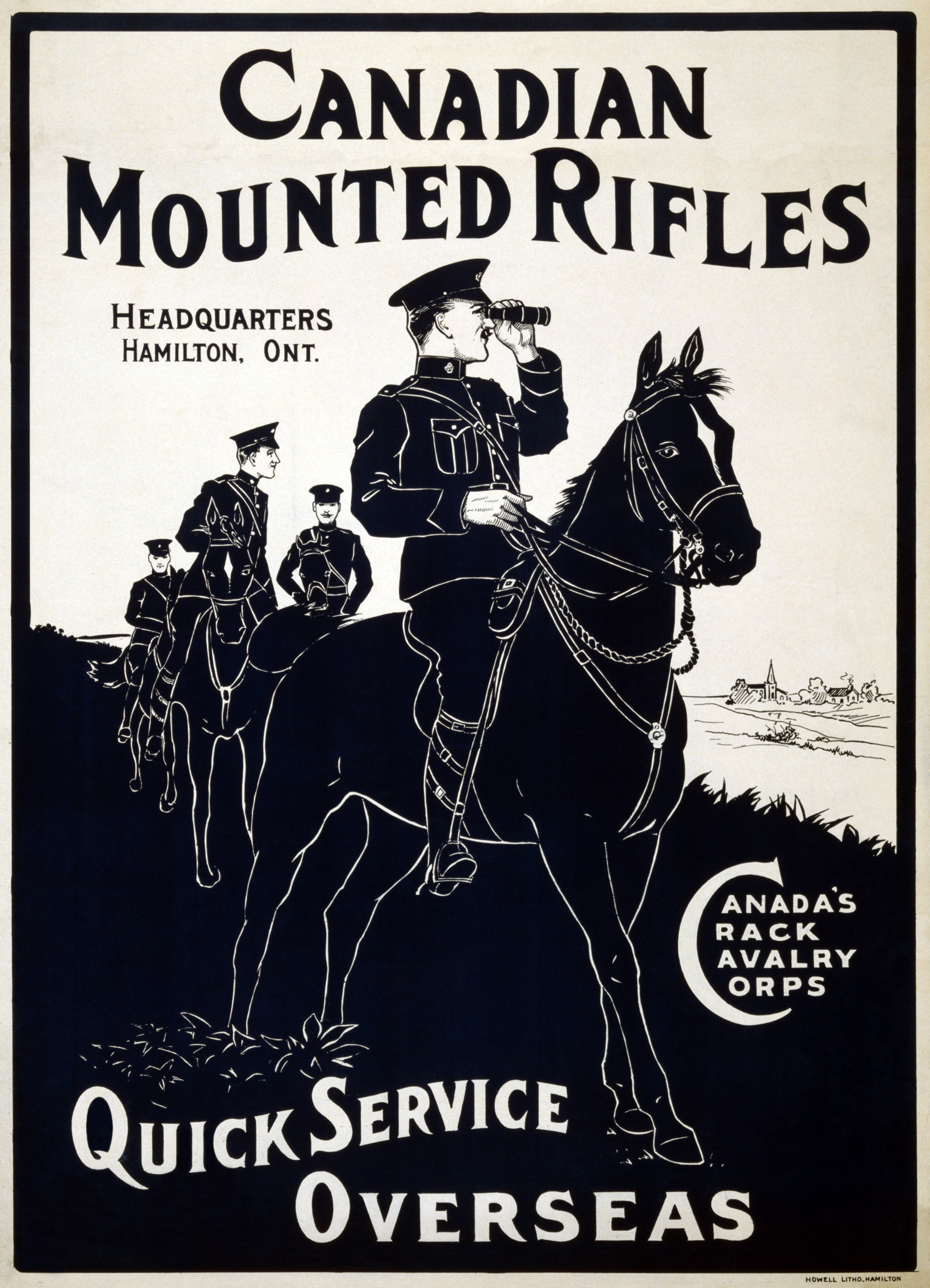
Cartell de reclutament de la cavalleria canadenca

L'ús de cavalls en la Primera Guerra Mundial va marcar un període transitori en l'evolució del conflicte armat. Les unitats de cavalleria van ser inicialment considerades elements ofensius essencials d'una força militar, però al llarg de la guerra, la vulnerabilitat dels cavalls a la metralladora moderna i al foc d'artilleria van reduir la seva utilitat al camp de batalla. Això va anar en paral·lel al desenvolupament dels tancs, que en última instància, reemplaçarien la cavalleria en tàctiques de xoc. Tot i que el valor percebut del cavall en la guerra va canviar dramàticament, els cavalls encara van tenir un paper important al llarg de la guerra.
Tots els combatents destacats a la Primera Guerra Mundial (1914–18) van començar el conflicte amb les forces de cavalleria. Alemanya va deixar d'utilitzar-les al Front Occidental poc després de començada la guerra, però va continuar fent-ne un ús limitat al Front Oriental. L'Imperi Otomà va utilitzar extensament la cavalleria durant la guerra. Pel costat dels Aliats, el Regne Unit va utilitzar infanteria muntada i càrregues de cavalleria durant tota la guerra, mentre que els Estats Units van utilitzar la cavalleria en un temps força limitat. Encara que no va tenir èxit en el Front Occidental, la cavalleria aliada si que es va implicar en el Front de l'Orient Mitjà, contra un enemic més feble i menys tecnològicament avançat. Rússia va utilitzar forces de cavalleria al Front Oriental, però amb un impacte limitat.
Els militars van utilitzar principalment cavalls per a suport logístic. Eren millors que els vehicles mecanitzats per viatjar a través de fang profund i sobre terreny accidentat. Es van utilitzar cavalls per al reconeixement i per portar missatges, així com a forces de tir en artilleria, ambulàncies i vagons de subministrament. La presència de cavalls sovint augmentava la moral entre els soldats al front, però els animals van contribuir a la difusió de malalties i a la insalubritat dels campaments, a causa de les seves femtes i cadàvers. El valor dels cavalls i la creixent dificultat de reemplaçar-los van arribar a un extrem tal que, el 1917 es va dir a algunes tropes que la pèrdua d'un cavall tenia una major importància tàctica que la pèrdua d'un soldat humà. Finalment, el bloqueig d'Alemanya va impedir als poders centrals importar cavalls per substituir els perduts, fet que va contribuir a la derrota del país germànic. Al final de la guerra, fins i tot el ben equipat exèrcit nord-americà va patir un gran nombre de baixes equines, igual que tots els exercits i la població civil dels països contendents.
Les condicions van ser severes per als cavalls al front: es van matar pel foc d'artilleria, van sofrir trastorns a la pell i van resultar ferits per gas verinós. Centenars de milers de cavalls van morir, i molts més van ser tractats en hospitals veterinaris i enviats de volta al front. El farratge va ser un assumpte important, i Alemanya va perdre molts cavalls per falta d'aliment. S'han erigit diversos memorials per commemorar els cavalls que van morir. Els artistes, com Alfred Munnings, van il·lustrar àmpliament el paper dels cavalls en la guerra i els èquids van ser protagonistes en la literatura de guerra. Novel·les, obres de teatre i documentals també han presentat els cavalls de la Primera Guerra Mundial.

## Cavalleria

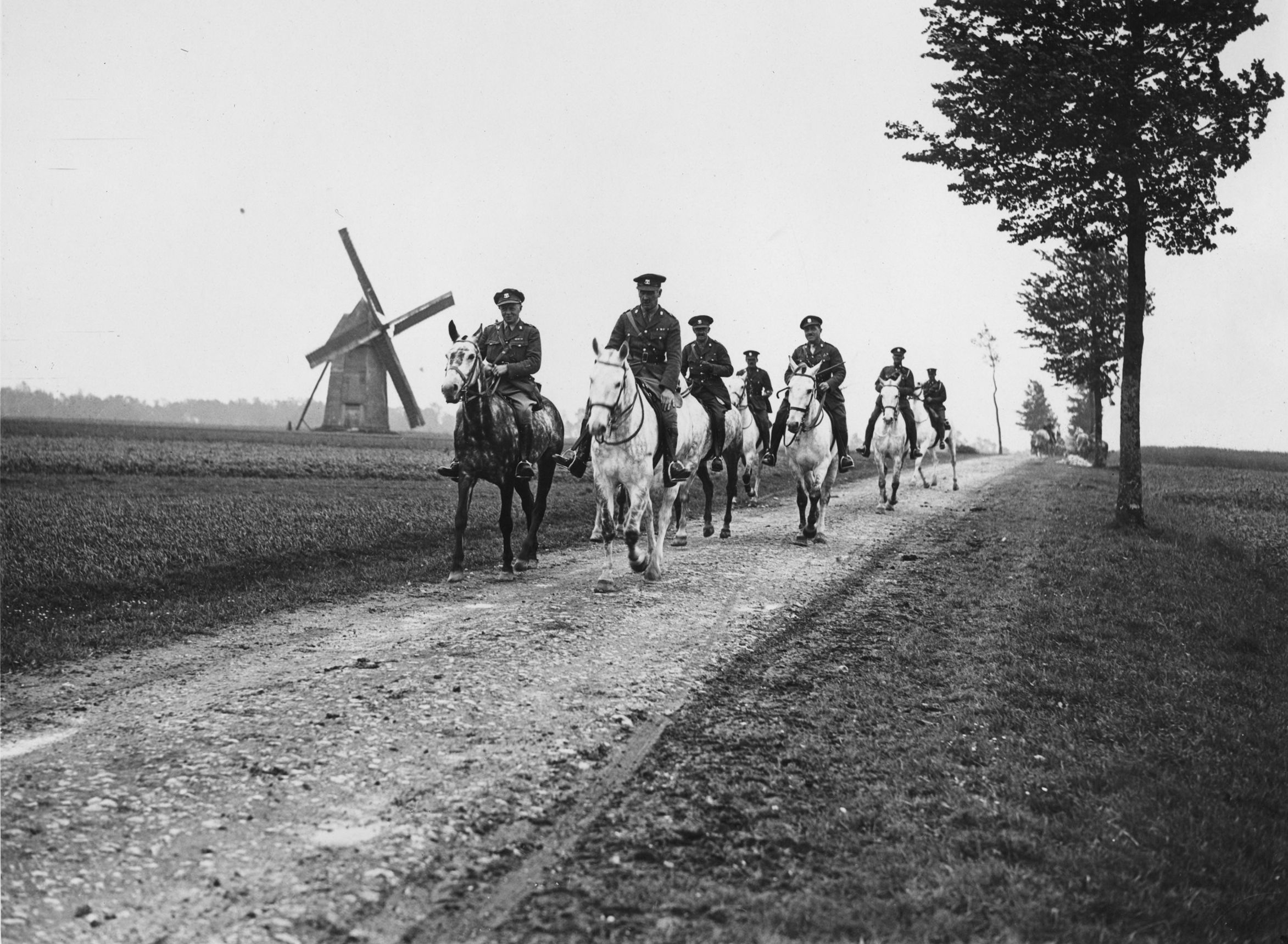
Membres dels Royal Scots Greys prop de Brimeux, França el 1918

Alguns experts britànics, fora de les unitats de cavalleria es van adonar abans de la guerra que els avenços en tecnologia significava que l'era de la guerra muntada arribava a la seva fi. No obstant això, molts oficials de cavalleria veterans no estaven d'acord, i malgrat la seva limitada utilitat, van mantenir els regiments de cavalleria preparats durant tota la guerra. Els recursos, escassos en temps de guerra, van ser utilitzats per l'ensinistrament i manteniment dels regiments de cavalleria que s'utilitzaven de forma reduïda. L'ús tàctic continuat de la càrrega de cavalleria va provocar la pèrdua de moltes tropes i cavalls en atacs infructuosos contra la maquinària de guerra.
Al començament de la guerra, les escaramusses de la cavalleria es van produir en diversos fronts, i les tropes muntades a cavall van ser àmpliament utilitzades per al reconeixement. La cavalleria britànica es va entrenar per lluitar tant a peu com a cavall, però la majoria de la cavalleria europea encara es va basar en la tàctica de xoc en les càrregues a cavall. Hi va haver casos aïllats de combat d'escapament reeixit al Front Occidental, on les divisions de cavalleria també proporcionaven un important poder de mobilitat. A partir de 1917, la cavalleria es va desplegar juntament amb tancs i avions, especialment a la Batalla de Cambrai, on s'esperava que les forces a cavall explotessin avenços en les línies que els tancs més lents no podien portar a terme. Aquest pla mai no va arribar a bon port degut a les oportunitats perdudes i l'ús de metralladores per part de les forces alemanyes. A Cambrai, tropes de Gran Bretanya, Canadà, Índia i Alemanya van participar en accions conjuntes. La cavalleria es va desplegar a la fi de la guerra, i les tropes aliades de la cavalleria van assetjar la retirada de les forces alemanyes el 1918 durant l'ofensiva dels cent dies, quan els cavalls i tancs van seguir utilitzant-se en les mateixes batalles. En comparació amb la seva limitada utilitat en el Front Occidental, "la cavalleria era literalment indispensable" al front oriental i al Front de l'Orient Mitjà.
Els grans canvis en l'ús tàctic de la cavalleria van ser una característica marcada de la Primera Guerra Mundial, ja que l'armament millorat va fer que les càrregues frontals no funcionessin. Tot i que la cavalleria es va utilitzar efectivament a Palestina, a la Tercera Batalla de Gaza i a la Batalla de Megiddo, en general el sistema de guerra havia canviat. Els tancs començaven a imposar-se en la lluita de xoc. L'ús de la guerra de trinxeres, els filferros i metralladores van fer que la cavalleria tradicional gairebé quedés obsoleta. Després de la guerra, els exèrcits de les potències mundials van iniciar un procés fort de mecanització, i la majoria dels regiments de cavalleria es van convertir en unitats mecanitzades, o es van dissoldre. L'historiador G.J. Meyer escriu que "la Gran Guerra va portar el final de cavalleria". Des de l'edat mitjana fins al segle xx, la cavalleria havia dominat els camps de batalla, però des de la Guerra Civil Americana, el seu valor en la guerra estava disminuint, a mesura que l'artilleria es va fer més poderosa, reduint l'efectivitat del les càrregues de xoc. El Front Occidental en la Primera Guerra Mundial va demostrar que la cavalleria era gairebé inútil contra l'armament modern, i també va reforçar la idea que era difícil de transportar i subministrar. Els oficials de cavalleria britànics, molt més que els seus homòlegs europeus continentals, van persistir en utilitzar i mantenir la cavalleria, creient que les tropes muntades serien útils per explotar avenços d'infanteria i, en les circumstàncies adequades, podrien fer front a les metralladores. Cap d'aquestes creences va resultar ser correcta.

### Imperi britànic

#### Regne Unit

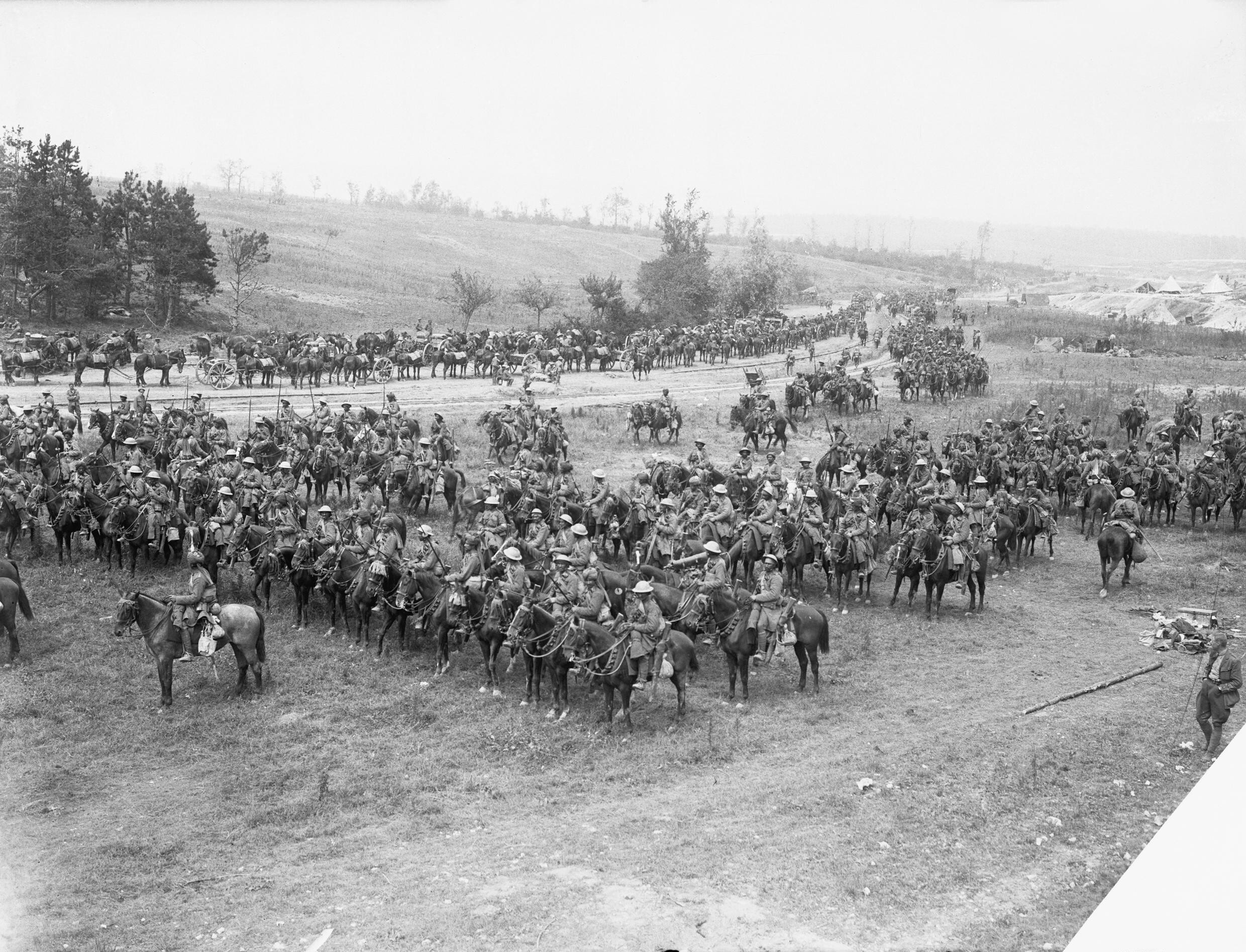
El 20è Deccan Horse formant en posició de graduació durant la Batalla de Bazentin Ridge, 1916.

La Gran Bretanya havia augmentat les seves reserves de cavalleria després de veure l'efectivitat dels bòers muntats durant la Segona Guerra Boer (1899-1902). Les unitats de cavalls van ser usades des dels primers dies de la Primera Guerra Mundial: el 22 d'agost de 1914, el primer tret britànic de la guerra a França va ser disparat per un cavaller, Edward Thomas, del 4t Royal Irish Dragoon Guards, prop de Casteau, durant una patrulla en la construcció de la Batalla de Mons. Durant els primers 19 dies de preparació de la Gran Bretanya, que començava la mobilització per la guerra, el dia 24 d'agost de 1914, el 9è Llancers, regiment de cavalleria dirigit per David Campbell, va comprometre soldats alemanys amb un esquadró de la 4a Guàrdia de Dragons contra la infanteria i armes alemanyes. Campbell va obeir les seves ordres de càrrega, encara que creia que el curs d'acció més prudent hauria estat combatre a terra. La càrrega resultant va provocar una pèrdua britànica de 250 homes i 300 cavalls. El 7 de setembre, les tropes de Campbell van carregar de nou, aquesta vegada cap al 1a Guàrdia de Dragons alemanya, un altre regiment de llancers de cavalleria. El mateix any la Household Cavalry britànica va completar la seva penúltima operació a cavall: La gran retirada aliada.

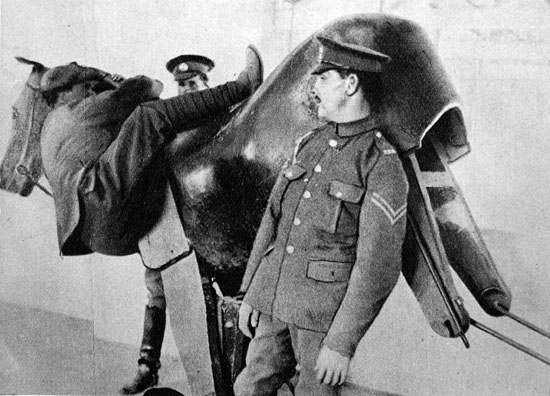
Simulador per l'ensinistrament dels cavallers britànics, abans del 1915.

Quan van arribar al riu Aisine i trobant-se amb la línia de trinxeres, la cavalleria esdevingué ineficaç. Mentre les divisions de cavalleria encara es trobaven formades a Gran Bretanya, les tropes de cavalleria ràpidament es van acostumar a lluitar desmuntades. El Regne Unit va seguir utilitzant la cavalleria durant tota la guerra, i el 1917, la Household Cavalry va dur a terme la seva última càrrega muntada durant un atac de distracció a la línia Hindenburg a Arràs. A les ordres del mariscal de camp Douglas Haig, els Life Guards i els Royal Horse Guards, acompanyats pels homes del 10è Hússars, carregats de metralladores pesades i filferros, i van ser assassinats pels defensors alemanys; els hussars van perdre dos terços del seu nombre en el càrrec .L'última fatalitat britànica de l'acció enemiga abans de l'armistici va ser la d'un cavaller, George Edwin Ellison, de C Troop 5th Royal Irish Lancers. Ellison va ser assassinat per un franctirador quan el regiment es va traslladar a Mons l'11 de novembre de 1918.
Malgrat el seu rècord desmesurat a Europa, els cavalls van resultar indispensables per a l'esforç de guerra britànic a Palestina, especialment sota el mariscal de camp Edmund Allenby, per a qui la cavalleria va formar un gran percentatge de les seves forces. La majoria de les seves tropes muntades no eren cavalleria regular britànica, sinó del Desert Mounted Corps, que consistia en una combinació de regiments d'Austràlia, Nova Zelanda, Índia i Regiments Yeomanry anglesos de la Territorial Force, equipats per la infanteria muntada mes que de la cavalleria. A mitjans de 1918, la intel·ligència turca estimava que Allenby comandava al voltant de 11.000 cavalleries. Les forces d'Allenby van aixafar als exèrcits turcs en una sèrie de batalles en curs que incloïen l'ús extensiu de la cavalleria per ambdós costats. Alguns tàctics de la cavalleria consideren aquesta acció com una reivindicació de la utilitat de la cavalleria, però altres assenyalen que els turcs van ser superats en nombre de dos a un a la fi de 1918, i no eren tropes de primera classe. Els cavalls també van ser muntats pels oficials britànics de l' Egyptian Camel Transport Corps a Egipte i Palestina durant Campanya del Sinaí i Palestina.

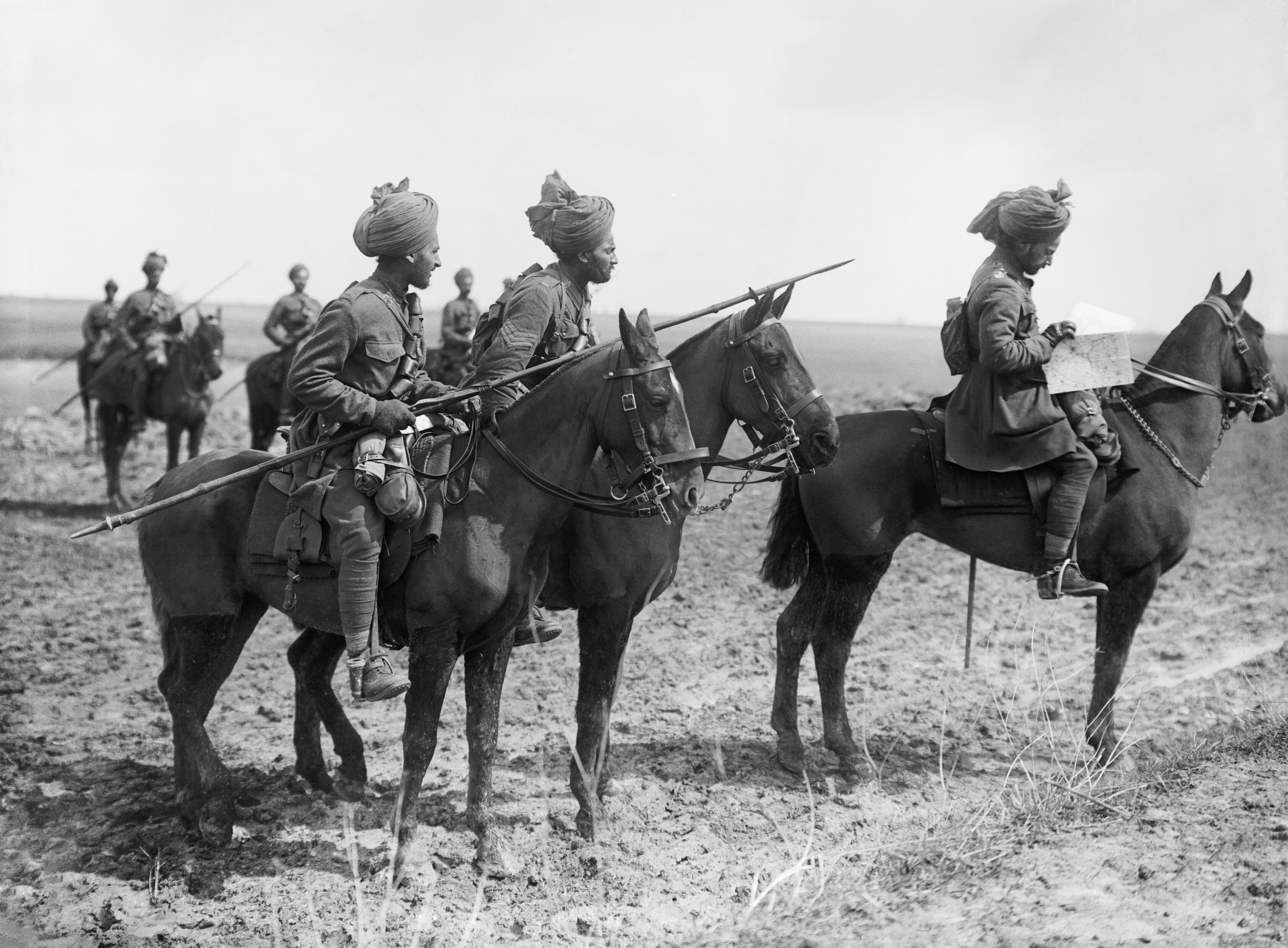
Cavalleria India al Front de l'Oest el 1917.

#### India
La cavalleria índia va participar en accions sobre els fronts occidental i palestí durant tota la guerra. Els membres de la 1a i 2a Divisió de Cavalleria Índia van estar actius al Front Occidental, incloent la retirada alemanya a la Línia Hindenburg i la Batalla de Cambrai. Durant la Batalla de Somme, el 20è Deccan Horse va aconseguir una exitosa càrrega muntada, assaltant una posició alemanya a Bazentin Ridge. La càrrega va superar la posició alemanya, en part a causa de l'efecte moral, ja que la majoria dels soldats eren conscients de la ineficàcia de la cavalleria a l'oest i, per tant, es van sorprendre de veure-la. Un càrrec de la 5a (Mhow) Cavalry Brigade de la 1a Divisió va acabar amb èxit a la Batalla de Cambrai tot i estar davant d'una posició fortificada per filferros de pues i metralladores. Aquests finals amb èxit no van ser habituals durant la guerra. Diverses divisions de cavalleria índia es van unir a les tropes d'Allenby a la primavera de 1918 després de ser transferides des del Front Occidental.

#### Canada

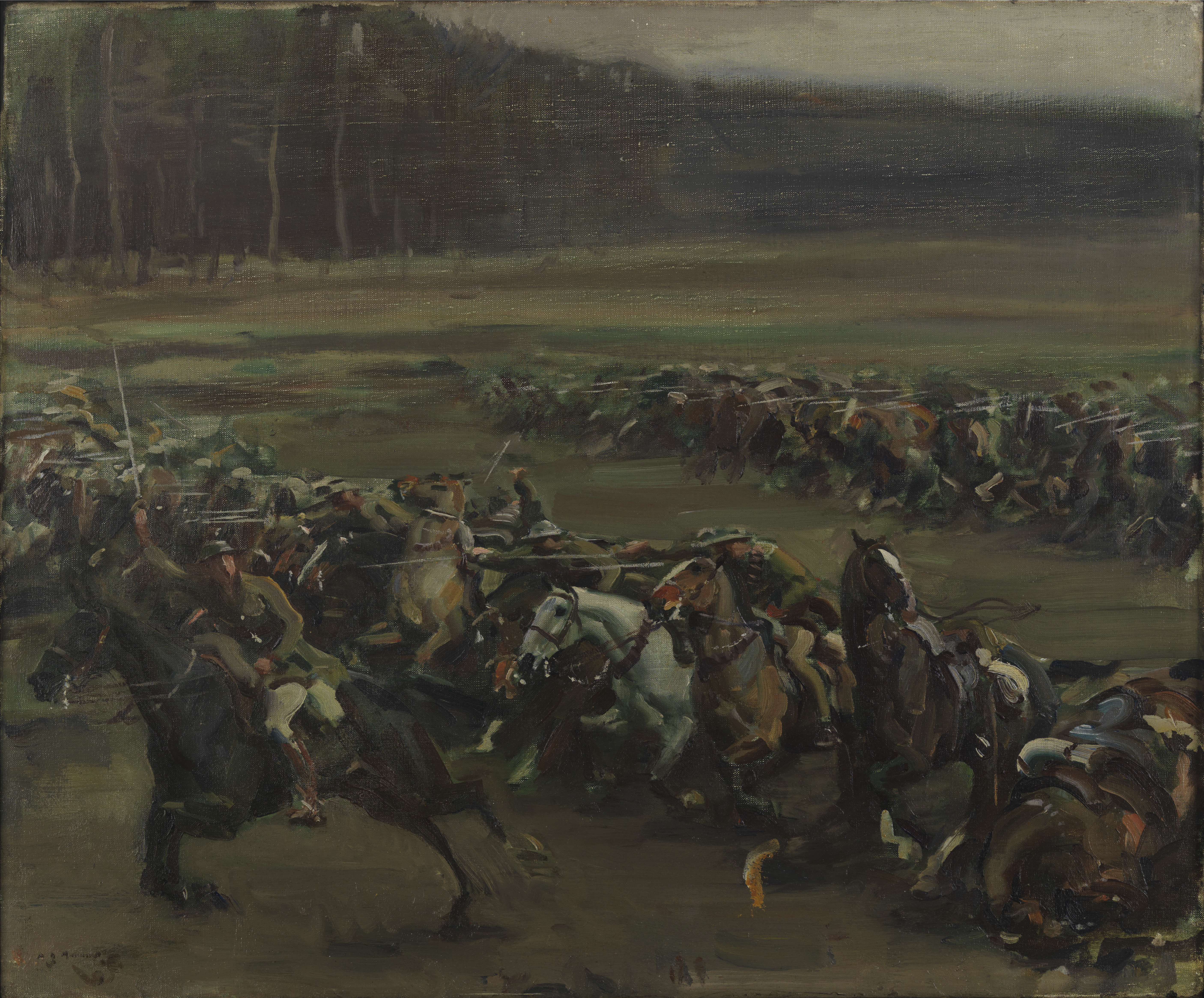
Membres de la Canadian Cavalry Brigade realitzen càrregues de cavalleria durant la Batalla de Moreuil Wood.

A l'inici de la guerra es mobilitzà el Lord Strathcona's Horse, un règim de cavalleria canadenc, i enviat a Anglaterra per ser ensinistrat. El regiment va funcionar com a infanteria en trinxeres franceses durant el 1915, i no va ser retornat al seu estatut fins al 16 de febrer de 1916. En la defensa del front del Somme, el març 1917, les tropes muntades van portar a terme diverses actuacions, i el tinent Frederick Harvey va obtenir la Creu Victòria per aquests èxits. La cavalleria canadenca generalment tenia les mateixes dificultats que altres nacions en trencar els bloquejos de la guerra de trinxeres i no tenien gaire penetració en les línies frontals. No obstant això, a la primavera de 1918, aquesta força de cavalleria va ser essencial per aturar l'última gran ofensiva alemanya de la guerra. El 30 de març de 1918, la cavalleria canadenca va ocupar posicions alemanyes a la Batalla de Moreuil Wood, derrotant una força alemanya superior recolzada per metralladores. La càrrega va ser realitzada pel regiment de Lord Strathcona's Horse, liderat per Gordon Flowerdew, que posteriorment s'adjudicaria la Creu Victòria per les seves accions durant la lluita. Encara que les forces alemanyes es van rendir, tres quartes parts dels 100 cavallers que participaven en l'atac van ser assassinats o ferits en l'atac contra 300 soldats alemanys.

#### Australia and New Zealand

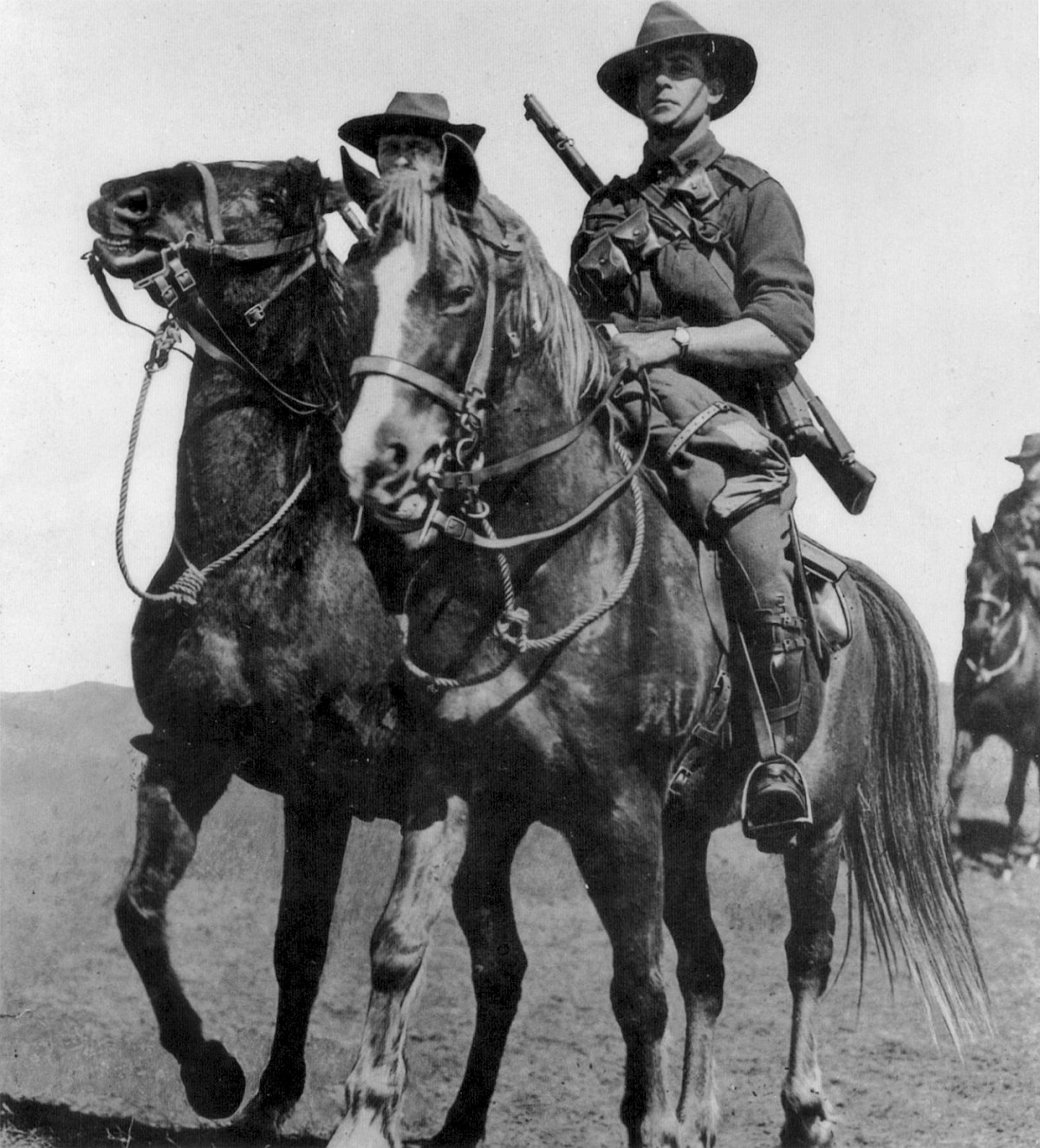
Australian Imperial Force cavalleria lleugera, 1914

L'Australian and New Zealand Mounted Division (coneguda com la Divisió muntada ANZAC) es va formar a Egipte el 1916, després que el Cos d'exèrcit d'Austràlia i Nova Zelanda (ANZAC) es va dissoldre. Comprèn quatre brigades, el 1r, 2n i 3ers Australian Light Horse i la New Zealand Mounted Rifles Brigade. Totes havien combatut com a infanteria de terra a Gallipoli. A l'agost, les capacitats dinàmiques de la divisió es van combinar efectivament amb la Divisió d'Infanteria estatal 52 (Lowland) a la Batalla de Romani, on van repel·lir un intent d'atac otomà al Canal de Suez. Aquesta victòria va impedir l'avanç de la força expedicionària de Kress von Kressenstein (3a Divisió d'Infanteria i formació Pasha I) cap al Canal de Suez i va obligar a la seva retirada sota pressió. Una guarnició otomana a Magdhaba va ser derrotada el desembre de 1916 per la divisió de la Imperial Camel Corps i la resta de la gran fortificació otomana a Rafah, va ser capturada el gener de 1917. Van participar muntats a la Primera Batalla de Gaza al març i a la Tercera Batalla de Gaza (inclosa la Batalla de Beersheba) l'octubre de 1917. A la Segona Batalla de Gaza a l'abril de 1917, van atacar desmuntats. En 1918, les Australian Mounted Division i ANZAC, juntament amb la Yeomantry Mounted Division en el Desert Mounted Corps, van realitzar dos atacs a en la Primer Atac Transjordà a Amman al març, que després es traslladaria a Es Salt a l'abril. La Divisió Muntada d'Austràlia estava armada amb espases a mitjan any i, com a part de la Batalla de Megiddo, va capturar a Amman (capturant a 10.300 presoners), Natzaret, Jenin i Samakh en nou dies. Després de l'Armistici, van participar en la reocupació de Gallipoli al desembre.

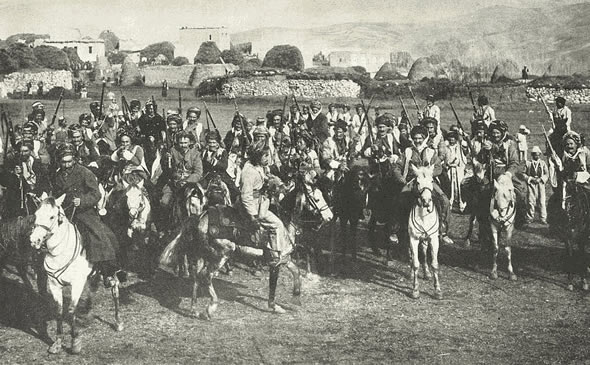
Cavalleria tribal kurda, juliol de 1918.

Les Divisions Muntades d'Austràlia i l'ANZAC, portaven fusells, baionetes i metralladores, generalment utilitzant cavalls a mesura que es transportaven ràpidament i es desmuntaven per lluitar.Es van organitzar tropes de quatre homes, de manera que tres estaven lluitant mentre la quarta tenia els cavalls. Algunes vegades van lluitar com a tropes muntades: a la Batalla de Beersheba durant la Campanya del Sianí i Palestina el 1917. La 4th Light Horse Brigade de la Divisió Muntada d'Austràlia va fer el que de vegades s'anomena "l'última càrrega de cavalleria reeixida de la història", quan dos regiments van superar amb èxit les trinxeres turques. Es van formar en una àmplia zona, per evitar oferir un objectiu per a l'artilleria enemiga, i van galopar 3 quilòmetres en metralladores, equipats només amb fusells i baionetes. Algunes de les posicions de front van caure, però la major part de la brigada va trencar, els seus cavalls van saltar les trinxeres cap al campament enemic. Alguns soldats van desmuntar per lluitar a les trinxeres, mentre que uns altres van arribar a Beersheba, per capturar la ciutat i els subministraments vitals d'aigua. La càrrega va ser "instrumental per assegurar la victòria d'Allenby a Palestina".

Els Australians principalment van muntar cavalls waler. L'oficial de cavalleria anglès, el tinent coronel RMP Preston Orde del Servei Distingit, va resumir el rendiment dels animals en el seu llibre, The Desert Mounted Corps:
... (#16 de novembre de 1917) Les operacions ara havien continuat durant 17 dies pràcticament sense parar, i es feia absolutament necessari un descans, especialment pels cavalls. La divisió de cavalleria havia cobert prop de 170 milles ... i els seus cavalls havien pres aigua de mitjana una vegada cada 36 hores ... La calor també havia estat intensa i les racions curtes, 9 1/2 lliures de gra per dia sense menjar gra els havia debilitat molt. De fet, la dificultat que patien els cavalls era gairebé increïble. Una de les bateries de la Divisió Muntada d'Austràlia només havia pogut abeurar els seus cavalls tres vegades en els darrers nou dies, els intervals reals van ser de 68, 72 i 76 hores respectivament. Tot i així, aquesta bateria a l'arribada havia perdut només vuit cavalls d'esgotament, sense comptar els morts en acció o evacuats ferits ... La majoria dels cavalls del Corps eren Walers i no hi ha dubte que aquests cavalls australians resistents fan les millors muntes de cavalleria en el món ...

### Europa continental

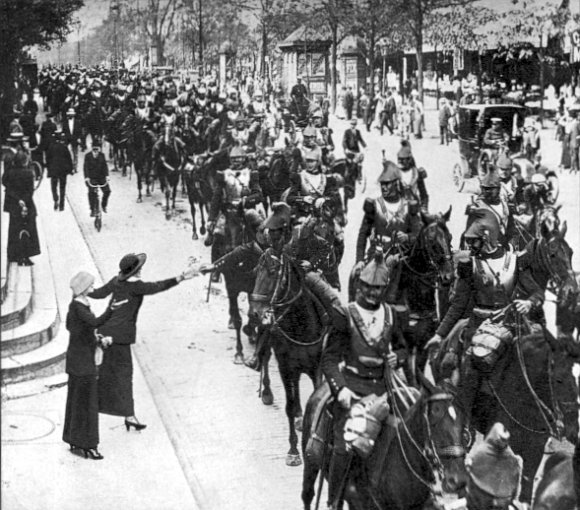
Cuirassers francesos marxant al front el 2 d'agost del 1914.

Abans de començar la guerra, molts exèrcits continentals europeus encara consideraven que la cavalleria ocupava un lloc vital en el seu ordre de batalla. França i Rússia van expandir les seves unitats militars abans de 1914. Dels imperis centrals, Alemanya va afegir tretze regiments de rifles muntats, Àustria-Hongria va expandir les seves forces, i l'exèrcit búlgar també va preparar la cavalleria en el seu exèrcit. Quan els alemanys van envair Bèlgica l'agost de 1914, aquests tenien una divisió de cavalleria.
La cavalleria francesa va tenir problemes similars amb cavalls al front occidental com els britànics, encara que el tractament dels seus cavalls va crear dificultats addicionals.En general, l'opinió era que els francesos eren cavallers pobres : "El cavaller francès de 1914 es va asseure molt bé al seu cavall, però no va ser un mestre de cavalleria. No marxava del cavall quan podia, de manera que hi havia molts animals amb mal al dors ......". Un general francès, Jean-François Sordet, va ser acusat de no deixar que els cavalls tinguessin accés a l'aigua en temps calorosos . A la fi d'agost de 1914, una sisena part dels cavalls a la cavalleria francesa no podien ser utilitzats. Els francesos van continuar evitant la guerra armada quan, en una càrrega de llancers francesos de juny de 1918, els cavalls van quedar enrere i els homes van carregar a peu.

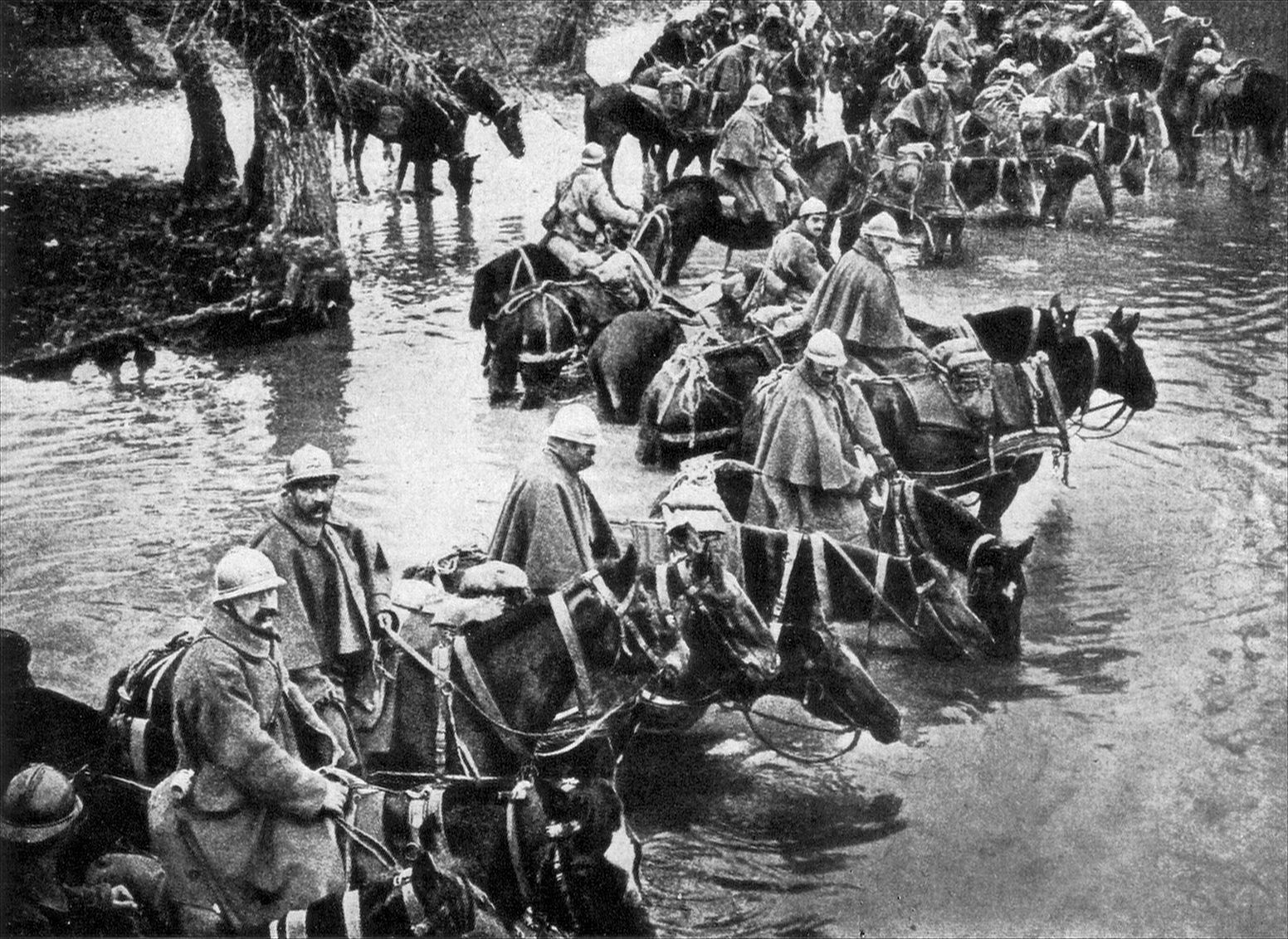
Cavallers francesos travessant un riu de camí a la Batalla de Verdun.

Rússia posseïa trenta-sis divisions de cavalleria quan va entrar a la guerra el 1914, i el govern rus va afirmar que els seus cavallers començarien a penetrar en el cor d'Alemanya. Encara que les tropes russes van entrar a Alemanya, aviat es van trobar amb forces locals. A la Batalla de Tannenberg, de l'Agost de 1914, les tropes liderades pel mariscal de camp alemany Paul von Hindenburg i el tinent general Erich Ludendorff van envoltar el Segon Exèrcit rus i van destruir la força muntada de Cossacs del Don que servia com a guàrdia especial del general rus Aleksandr Samsónov. Altres unitats de cavalleria russes van assetjar amb èxit la retirada de les tropes austrohongareses al setembre de 1914, amb la Batalla que va acabar amb la pèrdua de 40.000 dels 50.000 homes del XIV Corpi Tyrolean austro-hungarès, que incloïa el 6è Regiment de Rifles Muntats. El transport de la cavalleria va generar dificultats per a la ja esbiaixada infraestructura russa, ja que les grans distàncies que necessitaven per moure's significaven que havien de ser transportats en tren. Aproximadament el mateix nombre de trens (aproximadament 40) van ser obligats a transportar una divisió de cavalleria de 4.000 animals, mentre que equivalia a transportar una divisió d'infanteria de 16.000 soldats.

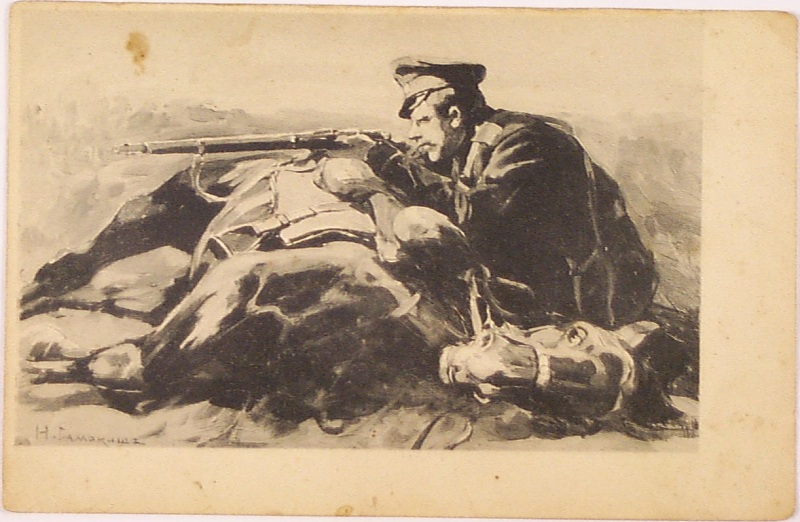
Carta postal de 1915 representant un soldat rus amagat darrere el seu cavall per tirar.

Les cavalleries de les potències centre-europees, Alemanya i Àustria-Hongria, van afrontar els mateixos problemes del transport i el fracàs de les tàctiques com els russos. Alemanya inicialment va fer un ús extensiu de la cavalleria, incloent una batalla amb llancers contra els britànics a la fi de 1914 i un combat entre la 1a Brigada de Cavalleria i la 4a Divisió de Cavalleria alemanya en la primera Batalla del Marne al setembre de 1914. Aquella batalla va acabar ""decididament pels desavantatges de la cavalleria alemanya", en part a causa de l'ús de l'artilleria per la britànica L Battery d'artilleria a cavall. Els alemanys van deixar d'usar la cavalleria al front occidental poc després de l'inici de la guerra, en resposta a les tàctiques de batalla canviants de les Forces Aliades, incloses les armes més avançades. Van seguir utilitzant la cavalleria en certa manera al Front Oriental, incloent exploracions a territori rus a principis de 1915. Els austríacs es van veure obligats a deixar d'usar la cavalleria a causa de baixes en els equips a gran escala. Les selles militars austríaques estaven tan mal dissenyades com per fregar la pell a la part posterior de qualsevol cavall que no hagués endurit els equips des de la pràctica de la desfilada de camp. Només unes poques setmanes en guerra, la meitat de totes les muntures de cavalleria austríaques es van desactivar, i la resta gairebé.

### Imperi Otomà

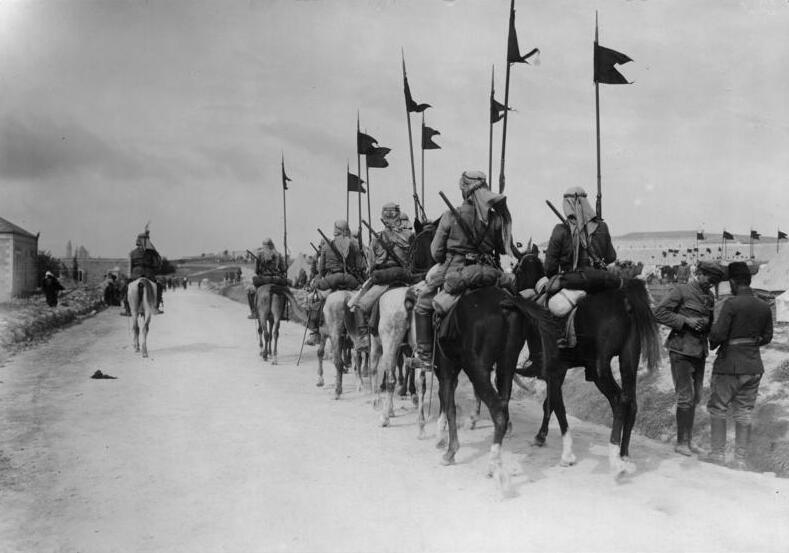
Cavalleria turca al sud de Jerusalem l'abril de 1917

La cavalleria turca va ser utilitzada en compromisos amb els britànics, inclosa la Tercera Batalla de Gaza a la fi de 1917. En aquesta batalla, ambdós bàndols van usar les forces de cavalleria com a parts estratègiques dels seus exèrcits. La cavalleria va continuar involucrant-se en els compromisos fins a 1918, incloent-hi els conflictes prop del riu Jordà, a l'abril i maig del mateix any, que els otomans van anomenar la Primera i Segona Batalles de Jordània, part de la Batalla de Megiddo. Dins 1914, l'Imperi Otomà va començar la guerra amb un regiment de cavalleria del Cos de l'Exèrcit Turc i quatre regiments de reserva (formada originalment en 1912) sota el control de la Tercera Armada Turca. Aquests regiments de reserva estaven formats per kurds, turcs rurals i alguns armenis. L'actuació de les divisions de reserva va ser deficient, i el març de 1915 les forces que van sobreviure es van convertir en dues divisions que només representaven dos mil homes i setanta oficials. Més tard, els millors regiments es van consolidar en una sola divisió i la resta es van dissoldre. No obstant això, la força de la cavalleria va ser utilitzada per les forces otomanes al llarg de 1915 en compromisos amb els russos, i una unitat de cavalleria va intercanviar foc d'armes amb una tripulació submarina als Dardanels a principis de 1915. La cavalleria turca va ser utilitzada en enfrontaments amb els britànics, inclosa la Tercera Batalla de Gaza a la fi de 1917. En aquesta batalla, ambdós costats van utilitzar forces de cavalleria com a parts estratègiques dels seus exèrcits. La cavalleria va continuar involucrant-se en els combats fins a 1918, incloent-hi els conflictes prop del riu Jordà, a l'abril i maig del mateix any, que els otomans van anomenar la Primera i Segona Batalles de Jordània, part de la Batalla de Megiddo. El setembre del 1918, les forces regulars de cavalleria de l'exèrcit estaven estacionades al llarg del front turc i les úniques forces de reserva preparades operativament a l'exèrcit otomà van ser dues divisions de cavalleria, una formada després dels problemes inicials del 1915.

### Estats Units

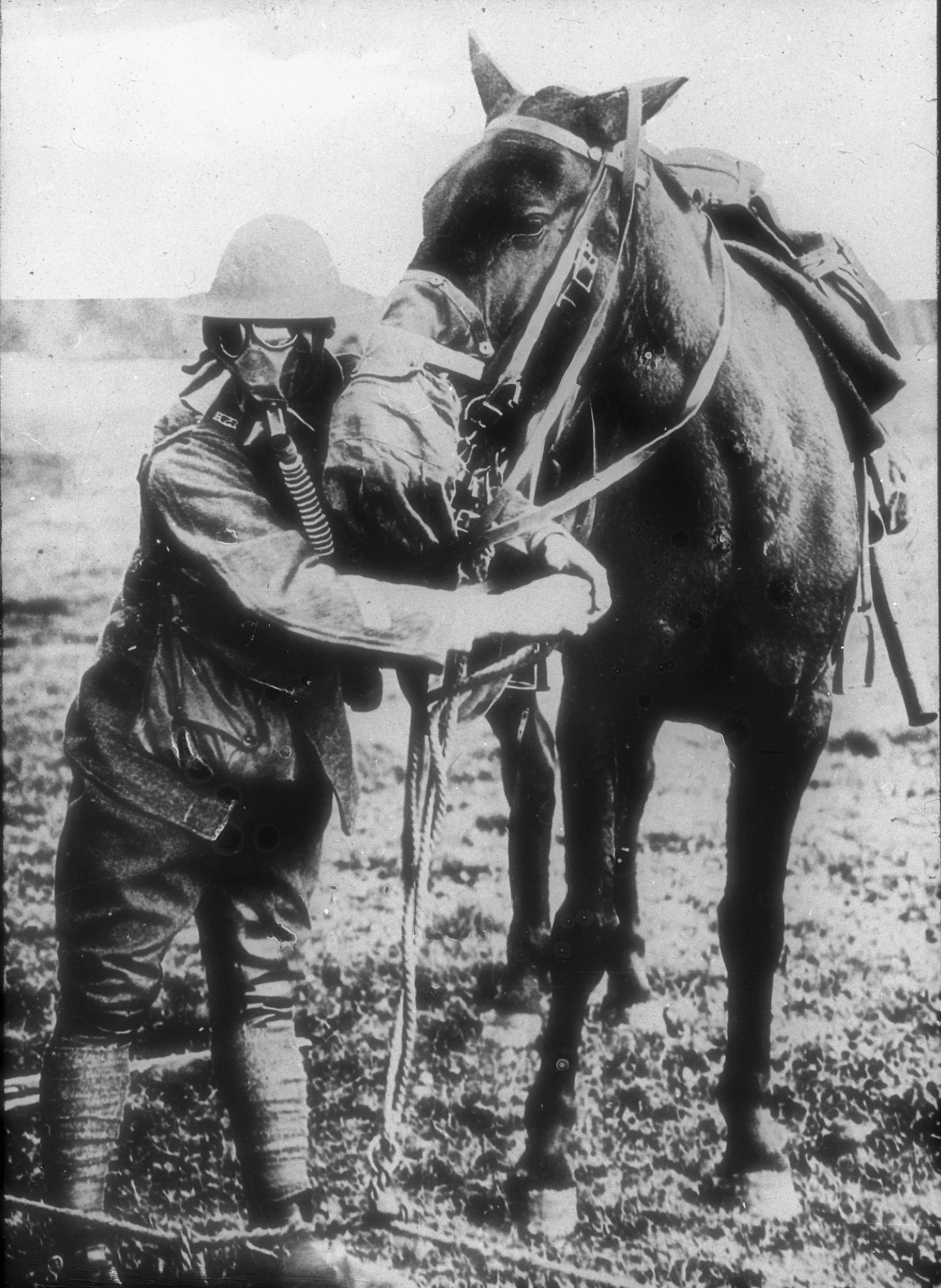
Un soldat americà que mostra una màscara anti gas pel seu cavall

El 1916, la cavalleria dels Estats Units estava formada per 15.424 membres, organitzats en 15 regiments, incloent-hi les oficines centrals, subministraments, maquinària i tropes de fusell. Just abans d'unir-se formalment a l'esforç de guerra, els Estats Units havien guanyat una experiència significativa entre1916 i el 1917 durant l'Expedició Pancho Villa, a Mèxic, que va ajudar a preparar la cavalleria nord-americana per entrar a la Primera Guerra Mundial. Al maig de 1917, un mes després de la Declaració de Guerra dels Estats Units va entrar en vigor la Llei de Defensa Nacional, National Defense Act de 1916, creant els regiments 18è a 25è de cavalleria nord-americans i, posteriorment vint regiments mes. No obstant això, les experiències britàniques durant els primers anys de la guerra van demostrar que la guerra de trinxeres i les armes amb metralladores i artilleria feien que les càrregues de cavalleria no fossin pràctiques. Així, l'1 d'octubre, vuit dels nous regiments de cavalleria es van convertir en regiments d'artilleria de camp per ordre del Congrés, i el mes d'agost de 1918, vint unitats de cavalls de l'Exèrcit Nacional van ser convertides en trenta nou unitats de morters i bateries d'artilleria. Algunes unitats de cavalls dels regiments de cavalleria 2n, 3a, 6a i 15a van acompanyar les forces nord-americanes a Europa. Alguns van treballar com a grums i ferrers, assistint al Servei de Remunta dels Estats Units (United States Army Remount Service) per l'artilleria, transport i cos del serveis mèdics. No va ser fins a la fi d'agost de 1918 que la cavalleria dels EUA va entrar en combat. Es va crear un esquadró provisional de 418 oficials i homes enrolats, que representaven el 2º Regiment de Cavalleria. Aquest va ser integrat per cavalls convalescents, com a exploradors i missatgers durant la Batalla de Sant Mihiel. L'11 de setembre de 1918, aquestes tropes caminaven a la nit a través de terra de ningú i van penetrar cinc quilòmetres darrere de les línies alemanyes. Una vegada allí, la cavalleria va haver de tornar al territori aliat. Tot i haver servit per la Batalla de Meuse-Argonne, a mitjans d'octubre, l'esquadró va ser retirat del front, amb només 150 de les seves forces.

## Suport logístic

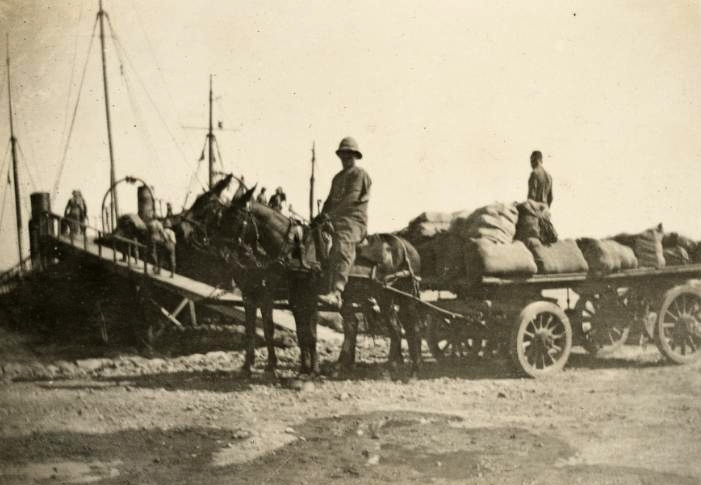
Mules arrossegant subministraments a Gal·lípoli, 1915

Els cavalls van ser utilitzats extensament com a trens militars. Però també com a transport ambulatori, portar subministraments i intendència. Al començament de la guerra, l'exèrcit alemany depenia dels cavalls per tirar de les seves cuines de camp, així com els vagons de munició per a les brigades d'artilleria. El Royal Corps of Signals va utilitzar cavalls per estirar els cables dels vagons, i la rapidesa dels missatgers i agents de correu depenien de les seves forces equines. Els cavalls sovint van desplaçar l'artilleria i, en general, els animals de càrrega van ser cabdals per la seva efectivitat. El fang profund, habitual en algunes parts del front, causat pels sistemes de drenatge avariats que inundaven àrees pròximes, feien dels cavalls i els muls una força vital, esdevenint l'únic mitjà per aconseguir subministraments al front, i per desplaçar armes d'un lloc a un altre. Després de l'abril 1917 a la Batalla de Vimy Ridge, un soldat canadenc recordava, "els cavalls eren fins al capdamunt de fang. Els vam posar en una línia de piquets entre les rodes a la nit, i a l'endemà estaven enfonsats per sobre dels seus ulls. Vam haver de matar-ne un bon nombre."

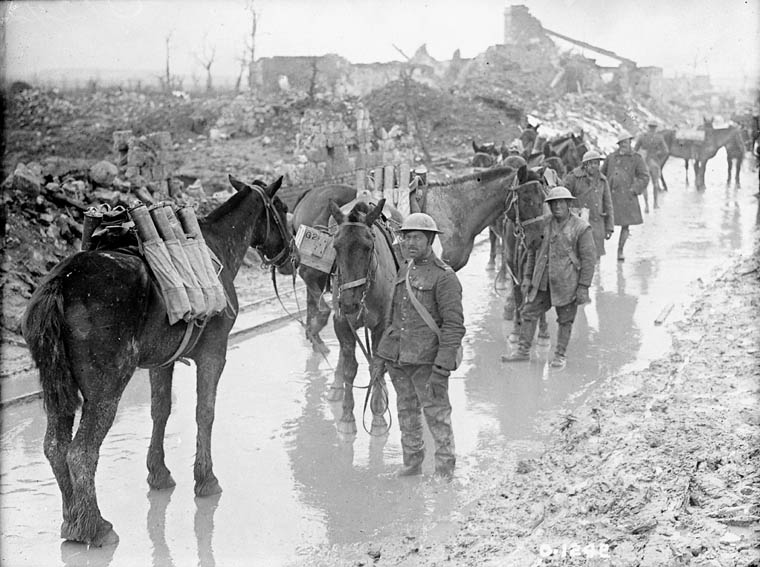
Cavalls de càrrega transportant municions per la Canadian Field Artillery a Neuville-Saint-Vaast, en França

Milers de cavalls van ser emprats per arrossegar de metralladores. Entre sis i dotze cavalls es necessitaven per arrossegar cada canó. Durant la Batalla de Cambrai, els cavalls es van utilitzar per recuperar les metralladores que va capturar l'exèrcit britànic en terra de ningú. En un cas, es va comprovar com dos equips de setze cavalls cadascun tenien els seus peus enganxats i tiraven cadenes per reduir el soroll. Els grups de portadors i els èquids, van treure amb èxit dos canons i els van tornar a les línies britàniques. Els cavalls van saltar una trinxera en el procés, mentre esperaven un atac d'artilleria per part de les tropes alemanyes en el camí de tornada.
Els cavalls d'espectacles eren a vegades utilitzats per enganyar a l'enemic en la ubicació de les tropes. També van ser utilitzats per Allenby durant les seves campanyes a l'est, especialment a la fi de la guerra. Existeixen evidències que els alemanys utilitzaven els cavalls en les seves experimentacions amb la guerra química i biològica. Alguns agents alemanys als Estats Units van ser sospitosos d'infectar amb borm bovins i cavalls destinats a França, una malaltia que es pot contagiar fatalment als éssers humans. Una tàctica semblant va ser utilitzada pels alemanys contra els russos, provocant crisis en la seva capacitat per moure l'artilleria en el Front Oriental.
El valor de cavalls era conegut per tothom. El 1917 a la Batalla de Passendale, els homes del front van comprendre que "en aquesta etapa perdre un cavall era pitjor que perdre un home, perquè després de tot, els homes podien reemplaçar-se mentre els cavalls no" Per a la Gran Bretanya, els cavalls es consideraven tan valuosos que, si un cavall de guerra era assassinat o mort, era obligat tallar-li un peüngla i tornar-la al seu comandament per demostrar que els dos no s'havien separat.

## Aprovisionament

### Forces aliades

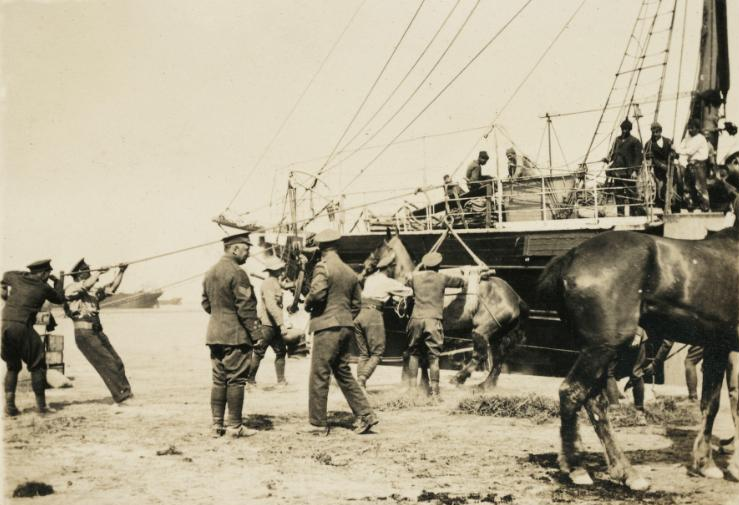
Descarregant cavalls d'un vaixell a Gal·lipoli, 1915

Per satisfer la necessitat de cavalls, Gran Bretanya els va importar d'Austràlia, Canadà, EUA i Argentina, i en va requisar als civils britànics. Lord Kitchener va ordenar que no s'haguessin de confiscar cavalls de menys de 152 cm, a petició de molts nens britànics, que es preocupaven pel benestar dels seus ponis. El servei de remunta de l'exèrcit britànic (Army Remount Service), en un esforç per millorar l'oferta de cavalls per a ús militar potencial, va proporcionar els serveis de sementals d'alta qualitat als agricultors britànics per les eugues de cria. La raça Cleveland Bay, de per si minoritària, va ser gairebé extingida durant la guerra. Els membres més petits de la raça es van utilitzar per transportar soldats britànics, mentre que els cavalls més grans ho feien per transportar l'artilleria. Nova Zelanda va descobrir que, els cavalls de més de 157 cm treballaven pitjor que els que tenien una alçada inferior. Els pura sangs de 152 cm, i de menor alçada, treballaven be, igual que els cavalls de tir d'altres races que tenien entre 147 a 150 cm. Els cavalls mestissos més grans, eren utilitzats per a un treball regular amb abundants racions, però es van demostrar menys capaços de resistir amb racions curtes i en llargs recorreguts. Els soldats amb cavalls alts van patir més fatiga, a causa de la quantitat de vegades que es requeria muntar i desmuntar els animals. També es va comprovar que els animals utilitzats per a treballs de tir, incloent l'artilleria, eren més eficients quan eren de grandària mitjana i amb major reistència, al contrari dels que eren alts, pesats i llargs.

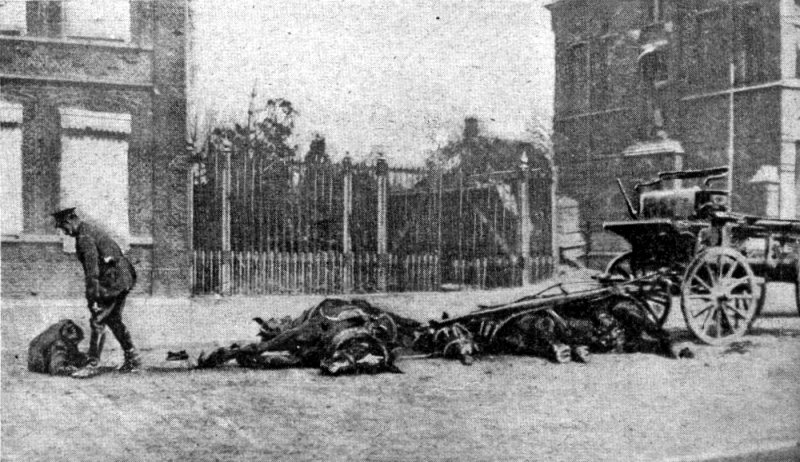
Quatre cavalls britànics abatuts per un obús

La continuïtat en l'aprovisionament de cavalls va ser un aspecte important en la guerra. S'ha estimat que el nombre de cavalls que van servir en la Primera Guerra Mundial va arribar als sis milions, amb un gran percentatge de morts com a conseqüència dels fets bèl·lics. El 1914, any en què va començar la guerra, l'exèrcit britànic posseïa només uns 25.000 cavalls. Aquest dèficit requeria que els Estats Units ajudessin a fer esforços en la cria i ensinistrament de cavalls, fins i tot abans d'entrar oficialment a la guerra. Entre 1914 i 1918, els Estats Units van enviar gairebé un milió de cavalls a l'estranger, i altres 182.000 exemplars van ser portats als escenaris de la guerra amb tropes nord-americanes. Aquest desplegament va esgotar seriosament la població equina del país. Només 200 van tornar al seu origen i 60.000 van ser assassinats en plena batalla. A mitjans de 1917, Gran Bretanya havia incorporat 591.000 cavalls i 213.000 muls, així com gairebé 60.000 camells i bous. El Departament de Remunta de Gran Bretanya (Army Remount Service) va gastar £ 67,5 milions en compra, entrenament i lliurament de cavalls i mules. Aquest servei es va convertir en un important negoci multinacional, liderant el comerç internacional de cavalls, a través del seu subministrament, tant a l'exèrcit britànic, com per Canadà, Bèlgica, Austràlia, Nova Zelanda, Portugal, i fins i tot alguns als Estats Units. Els oficials de la Força Expedicionària dels Estats Units (American Expeditionary Forces) van calcular que gairebé es necessitava set cops més espai per tona per als animals, que per una càrrega mitjana de temps de guerra. Una altra dada a destacar és que es va arribar a ofegar o magar uns 6.500 cavalls i mules pel bombardeig en vaixells aliats atacats pels alemanys. Per la seva banda, Nova Zelanda va perdre al voltant del 3 per cent dels gairebé 10.000 cavalls enviats als fronts de guerra.
A causa de l'art nombre de baixes, fins i tot l'exèrcit americà ben equipat es trobava davant d'una col·lapse amb les necessitats de forces equines en l'últim any de la guerra. Després que el Primer Exèrcit Nord-Americà, liderat pel general John J. Pershing, expulsés als alemanys del Bosc d'Argonne a la fi de 1918, es van trobar amb un dèficit d'uns 100.000 cavalls, immobilitzant pràcticament l'artilleria. Quan Pershing va demanar a Ferdinand Foch, Mariscal de França, per 25,000 cavalls, la seva petició va ser rebutjada. Era impossible obtenir més dels Estats Units, ja que l'espai d'enviament era limitat i l'oficial d'aprovisionament de Pershing afirmava que "la situació dels animals aviat es convertirà en desesperada". Els nord-americans, però, van lluitar amb el que tenien fins al final de la guerra, incapaços d'obtenir suficients subministraments de nous animals.

### Forces centrals

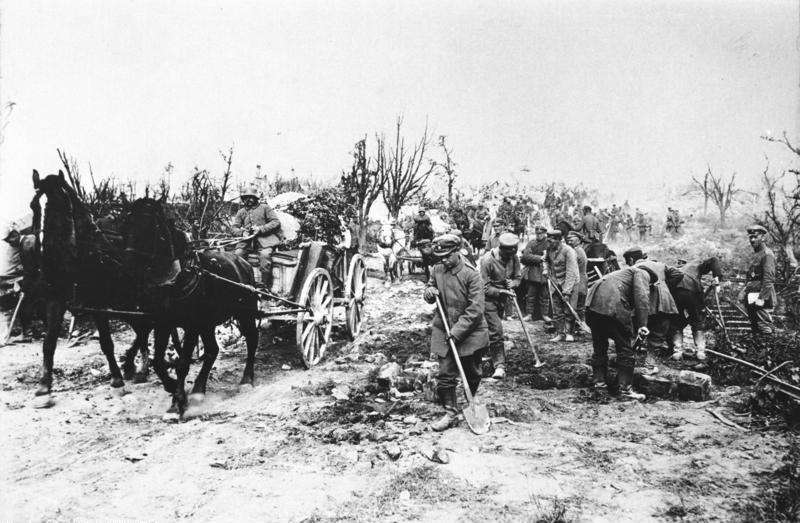
Un carro de subministrament amb cavalls alemany, dibuixat a França el 1917

Abans de la Primera Guerra Mundial, Alemanya havia augmentat les seves reserves de cavalls a través de les granges previstes patrocinades per l'estat: granges equines (alemany: Remonteamt: alemany: Remonteamt) i les qüotes pagades als criadors privats de cavalls. Aquests programes de cria van ser dissenyats específicament per proporcionar cavalls d'alta qualitat i mules per a l'exèrcit alemany. Els esforços obtinguts i el caràcter intensiu de la guerra a principi del segle xx, van provocar que Alemanya augmentés la proporció de cavalls als homes en l'exèrcit, d'un a quatre el 1870 a un a tres en 1914. Aquests programes de cria van permetre que els alemanys poguessin proveir-se amb els seus propis animals al començament de la guerra. Els cavalls eren considerats reservistes de l'exèrcit, i els seus propietaris van haver de registrar-los regularment, mantenint els registres detallats sobre les ubicacions de tots els equins. En les primeres setmanes de la guerra, l'exèrcit alemany va mobilitzar 715.000 cavalls i els austríacs 600.000. En general, la proporció de cavalls i homes en les nacions de les Forces Centrals s'estimaria d'un a tres.

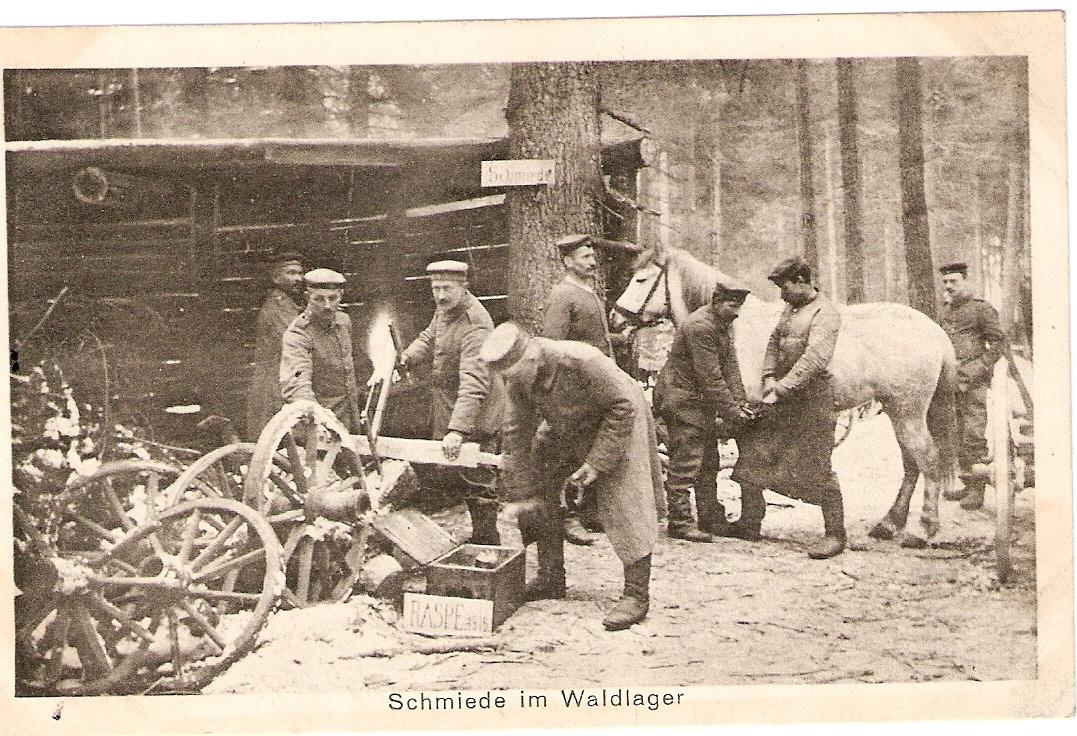
Ferrador de l'armada alemanya prop de Przasnysz, 1915.

L'única manera que Alemanya va poder adquirir un gran nombre de cavalls després de l'inici de la guerra va ser per conquesta. Més de 375.000 cavalls van ser presos en territori francès ocupat per Alemanya per part de l'exèrcit alemany. El territori ucraïnès capturat va proporcionar altres 140.000 exemplars. La raça Ardenner, va ser utilitzada per tirar de l'artilleria per part dels exèrcits francesos i belgues. La seva disposició tranquil·la i tolerant, combinada amb la seva naturalesa activa i flexible, els va convertir en un cavall d'artilleria ideal. La raça va ser considerada tan útil i valuosa que, quan els alemanys van crear la Comissió per a la compra de cavalls a l'octubre de 1914 per capturar cavalls belgues, la raça Ardenner era una de les dues races especificades com a importants. L'altra era el Brabant o Belga de tir. Els alemanys no van poder capturar els cavalls pertanyents a la família reial belga, ja que van ser evacuats amb èxit, tot i que en van prendre suficients exemplars per haver d'interrompre els programes d'agricultura i reproducció de Bèlgica. També es van utilitzar cavalls per al transport de mercaderies, que van provocar una crisi de combustible a Bèlgica el proper hivern, ja que no hi havia cavalls per tirar dels vagons de carbó. Els alemanys van vendre alguns dels seus cavalls capturats en una subhasta. Els aliats havien evitat la importació de serveis de cria equina de l'exterior, i els alemanys finalment es van quedar sense equins, dificultant-los el transport de subministraments i artilleria. Un factor que va contribuir a la seva derrota.

## Accidents i cures

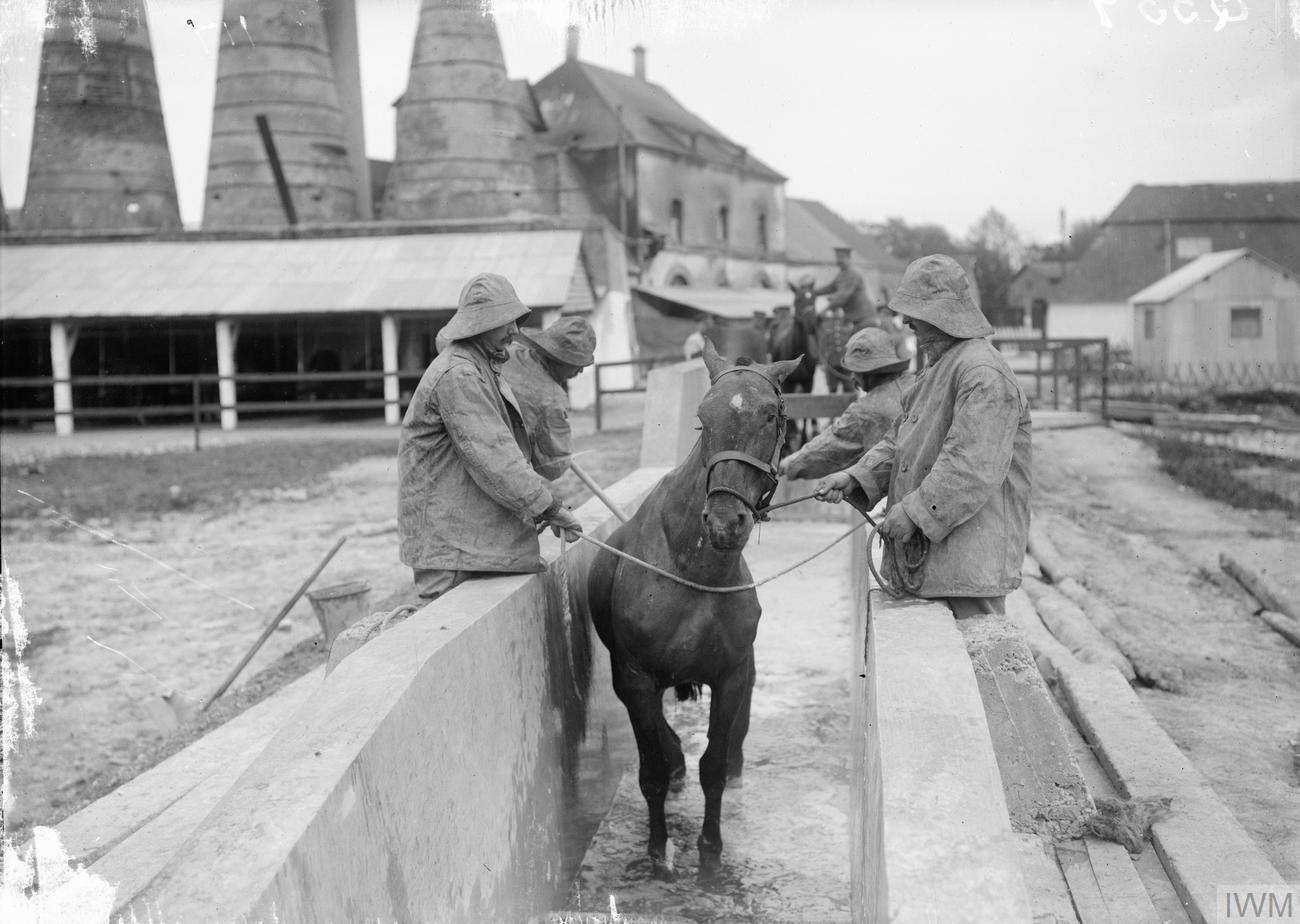
Un cavall experimenta tractament per una malaltia a la pell en un hospital veterinari britànic el 1916

Les pèrdues de cavalls de guerra van ser aproximadament el 25 per cent de totes les morts equines relacionades amb la guerra entre 1914 i 1916. La malaltia i l'esgotament van ser la resta de causes de mort dels equins que van participar en la contesa. Els alemanys van dirigir específicament cavalls amb armes de foc. Les taxes de mortalitat més elevades van ser a l'est d'Àfrica, on només el 1916 les morts de muntures originals van representar el 290% del nombre d'existències inicials, principalment per la infecció de la mosca tse-tse. De mitjana, la Gran Bretanya va perdre al voltant del 15 per cent de l'estoc militar inicial dels seus animals, en cada any de la guerra: morts, desapareguts, morts o abandonats. Les pèrdues van arribar a el 17 per cent en l'espai francès. Això, comparat al 80 per cent en el Guerra de Crimea, 120 per cent en el Segona Guerra Boer i 10 per cent en temps de pau. Durant alguns períodes de la guerra, 1.000 cavalls per dia arribaven a Europa pel servei de remunta per a les tropes britàniques, per reemplaçar cavalls perduts. Alguns cavalls, després de col·lapsar-se per l'esgotament, es van ofegar en llots de fang, massa cansats d'aixecar els caps per poder respirar. Les baixes equines van ser especialment altes durant batalles de desgast, com la Batalla de Verdun del 1916, entre forces franceses i alemanyes. En un dia de març, van morir 7.000 cavalls pel bombardeig de llarg recorregut a banda i banda, incloent 97 morts per un sol tir d'una arma naval francesa. El 1917, Gran Bretanya tenia més d'un milió de cavalls i mules en servei, però les dures condicions, especialment durant l'hivern, van causar grans pèrdues, especialment entre els cavalls de raça Clydesdale, utilitzada principalment per transportar les armes. Al llarg de la guerra, Gran Bretanya va perdre més de 484.000 cavalls, un cavall per a cada dos homes. Un petit nombre d'aquests, 210, van ser assassinats per gas verinós.

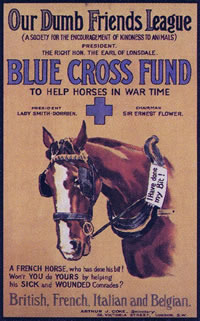
Cartell de The Blue Cross cridant a ajudar els cavalls de guerra, el 1916

L'alimentació de cavalls va ser un assumpte important, i els pinsos pels cavall van ser la principal mercaderia enviada per alguns països, inclosa la Gran Bretanya. Els cavalls menjaven deu vegades més aliments en pes que els humans, i el fenc i la civada pressionaven uns serveis de transport ja per si sobrecarregats. El 1917, les operacions aliades es van veure amenaçades quan les racions d'alimentació de cavalls van ser reduïdes, després que l'activitat submarina alemanya restringís subministraments de civada d'Amèrica del Nord, combinada amb collites italianes pobres. Els britànics van racionar encara mes les racions de fenc i civada, tot i les condicions ja de per si prou precàries, amb relació a les forces franceses i italianes. Els alemanys es van enfrontar a una crisi encara pitjor de subministraments, ja que havien subestimat la quantitat d'aliments que necessitaven per importar i emmagatzemar abans de l'inici de la guerra. Les serradures es van barrejar amb aliments durant temps d'escassetat per alleujar el sentit de fam dels animals, i molts van morir d'inanició. Alguns dels pinsos van ser captats dels territoris capturats en el Front Oriental, i dels britànics durant els avanços de l'ofensiva de primavera de 1918.
Els animals van reforçar la moral al front, a causa de l'afecte que els soldats tenien per ells. Alguns cartells de reclutament de la Primera Guerra Mundial van mostrar l'associació entre cavall i home en els intents de guanyar més reclutes. Tot i contribuir a l'augment de la moral, els cavalls també podrien esdevenir un perill per a la salut dels soldats, principalment per la dificultat de mantenir alts nivells d'higiene al seu voltant. Aquest problema es va fer notar especialment als camps d'Egipte. Les femtes de cavalls eren freqüents en la batalla i les zones de munta en diversos fronts, afavorint espais de cria per a insectes que transporten malalties. S'haurien d'haver enterrat els excrements per salubritat però les condicions de batalla ràpidament van fer que això fos impossible. Els oficials de sanejament van ser responsables de l'enterrament de cadàvers de cavalls, entre altres funcions.

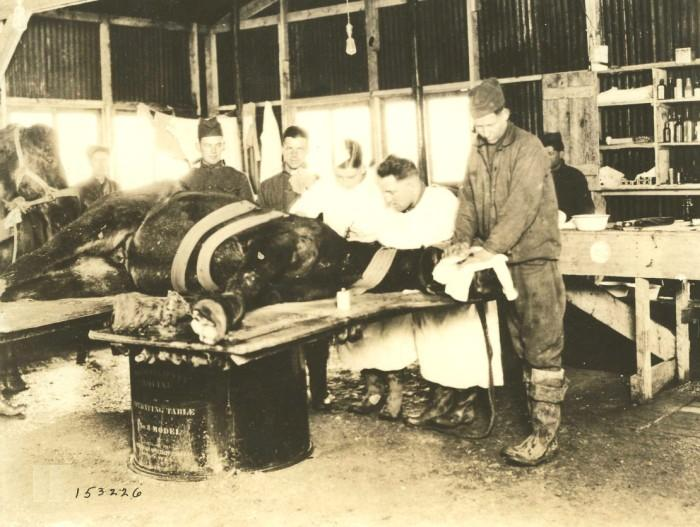
Un cavall experimenta una operació a un hospital veterinari de l'Exèrcit dels Estats Units

Molts cavalls van morir a conseqüència de les condicions d'esgotament, ofegant-se, enfonsant-se de fang i caient en petits forats. Altres cavalls van ser capturats després que els seus genets fossin assassinats. Els cavalls també van suportar una mala alimentació i cures veterinàries, atacs de gasos verinosos que lesionaren els seus sistemes respiratoris, i les malalties demartològiques com la sarna. Quan la guerra química va començar el 1915, es van improvisar les màscares per les boques dels cavalls que els havia de permetre respirar durant els atacs. Més tard, diversos tipus de màscares de gas van evolucionar com a bosses per pinso per les nacions centrals i aliades, tot i que els cavalls sovint els van confondre i les van destruir. Els soldats van trobar que els cavalls millor preparats eren més propensos a patir neurosis i actuar quan s'exposaven als fronts i als sons de la guerra, que els animals mes mal ensinistrats, que sovint s'amagaven i es cobrien del foc d'artilleria. Es van establir hospitals veterinaris per ajudar els cavalls a recuperar-se de les neurosis de guerra i de les ferides de batalla, però milers de cadàvers d'èquids van caure al llarg dels camins del Front Occidental. En un any, 120.000 cavalls van ser tractats per ferides o malalties només per hospitals britànics veterinaris. Ambulàncies i hospitals veterinaris del camp es van ocupar dels cavalls, amb remolcs que es van desenvolupar per al seu ús en el front occidental com a ambulàncies equines. Les malalties van ser un greuge important pels cavalls. La grip equina, dermatofitosi, còlics, nafres de picades de mosca, i carboncle foren les malalties que més els van afectar. Els hospitals del Cos Veterinari de l'Exèrcit Britànic (Royal Army Veterinary Corps) van tractar 725.216 cavalls al llarg de la guerra, amb 529.064 cures satisfactòries. Els cavalls es van traslladar des dels fronts als hospitals veterinaris per diversos mètodes de transport, incloent-hi la carretera, ferrocarril i per vaixell. Durant els últims mesos de la guerra, els vaixells es consideraren un transport ideal per als cavalls que patien ferides neurològiques i les causades pels bombardeigs.

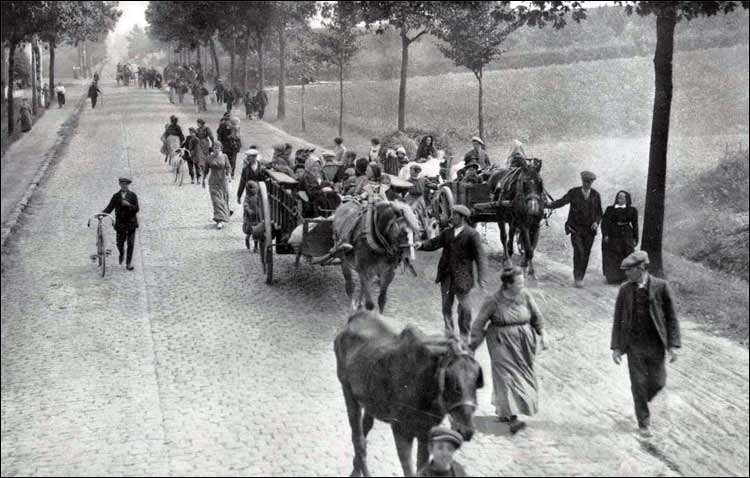
Refugiats belgues fugint dels alemanys amb els seus cavalls de tir, el 1914.

Quan va acabar la guerra, molts cavalls van morir a causa de l'edat o per malaltia, mentre que els més joves van ser venuts als escorxadors o als habitants locals, sovint a despit dels soldats que havien de renunciar a les seves estimades muntures. Hi va haver 13.000 cavalls australians que van sobreviure al final de la Primera Guerra Mundial, però a causa de restriccions de quarantena, no podien ser retornats a Austràlia. Dos mil van ser dictaminats per ser assassinats, i els 11.000 restants es van vendre. La majoria van anar a parar a l'Índia com a remunta per a l'exèrcit britànic. Dels 136.000 cavalls enviats des d'Austràlia per combatre fronts en la guerra, només un, Sandy, va ser retornat a Austràlia. També es van deixar cavalls de Nova Zelanda. Aquells que no requerien els exèrcits britànics o egipcis van ser disparats per evitar maltractaments per part d'altres compradors. Els cavalls que van quedar vius no sempre van gaudir d'una bona vida. La Brooke Trust es va crear el 1930 quan una dona britànica va arribar al Caire, i va trobar centenars de cavalls de les antigues forces aliades que vivien en molt males condicions, havent estat venuts als egipcis després de la fi de la guerra. El 1934, el Old War Horse Memorial Hospital es va obrir i, es calcula que va ajudar més de 5.000 cavalls que havien servit en la Primera Guerra Mundial. A partir de 2011, l'hospital continua donant servei als cavalls de l'àrea del Caire.

## Llegat

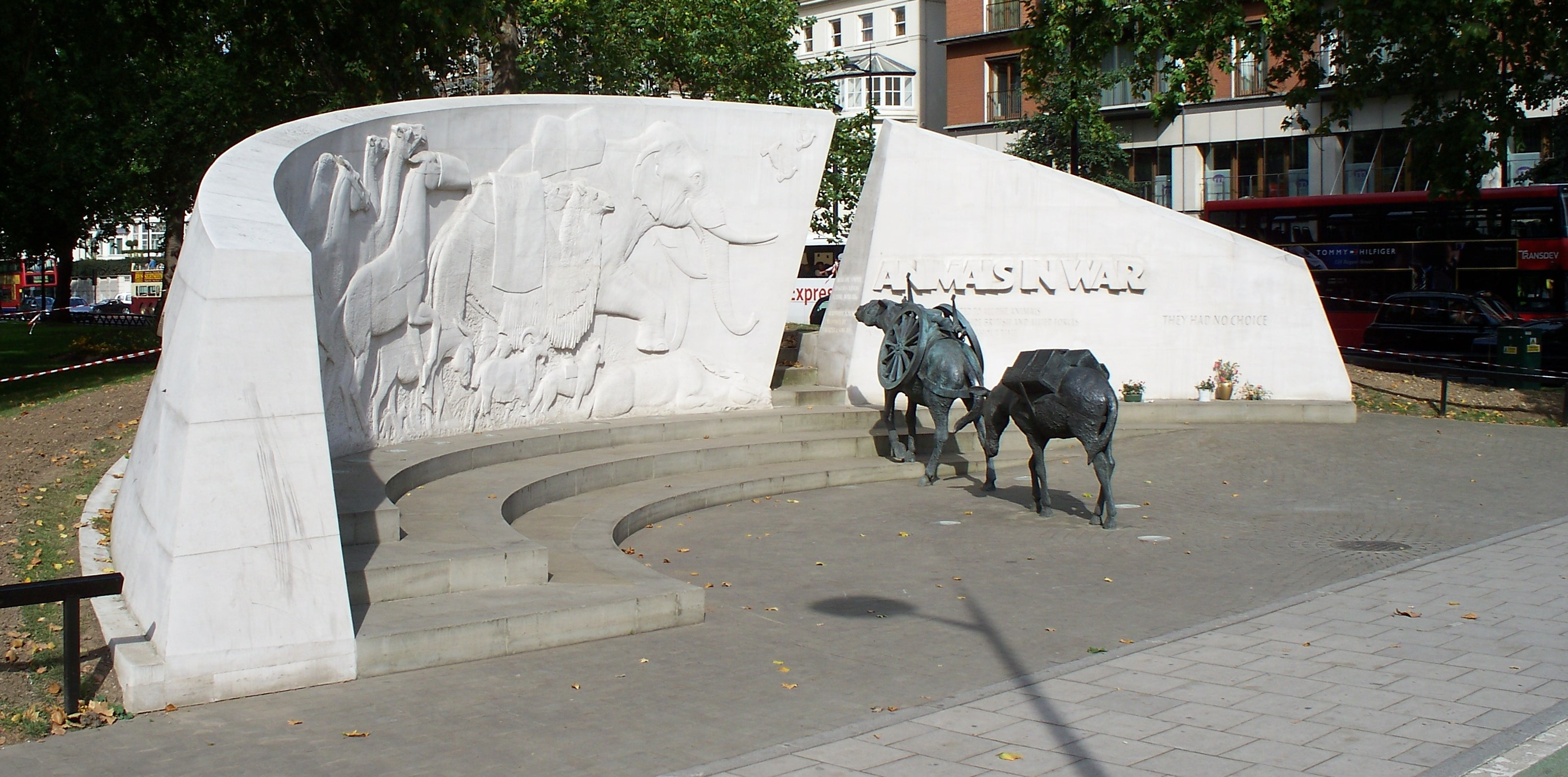
El monument als Animals en el Memorial de Guerra existeix com a commemoració als nombrosos animals que han servit i mort sota orde militar britànic per tot arreu al llarg de la història

El cavall ha estat l'animal més associat amb la guerra, i s'han erigit memorials al seu servei, inclòs a St. Jude on the Hill, Hampstead, que porta la inscripció "Més obedients i sovint el que més dolorosament van morir: fidels fins a la mort." Els Animals en el Memorial de Guerra a Londres honora als animals, incloent-hi els cavalls, que van servir amb l'exèrcit britànic i els seus aliats a totes les guerres. En la inscripció es pot llegir: "Animals a la guerra. Aquest monument està dedicat a tots els animals que van servir i van morir al costat de les forces britàniques i aliades en guerres i campanyes al llarg del temps. No tenien alternativa." A Minneapolis, un monument al Llac de les Illes està dedicat als cavalls de la Minnesota 151st Field Artillery, que van morir en el front durant Primera Guerra Mundial.
Els homes de la Australian Light Horse Brigade i la New Zealand Mounted Rifles que van morir entre 1916 i 1918 a Egipte, Palestina i Síria tenen el seu memorial al Desert Mounted Memorial,a l'Anzac Parade, a Canberra, Austràlia. La versió original d'aquest monument va ser a Port Saïd a Egipte, i va ser destruïda principalment durant la Guerra de Suez de 1956. Una peça del monument original, un cap de cavall destrossat, es va tornar a Austràlia i va ser utilitzat com a part d'una nova estàtua a l'exposició. Aquesta també conté el cap conservat de Sandy, l'únic cavall que va ser tornat a Austràlia després de la guerra.

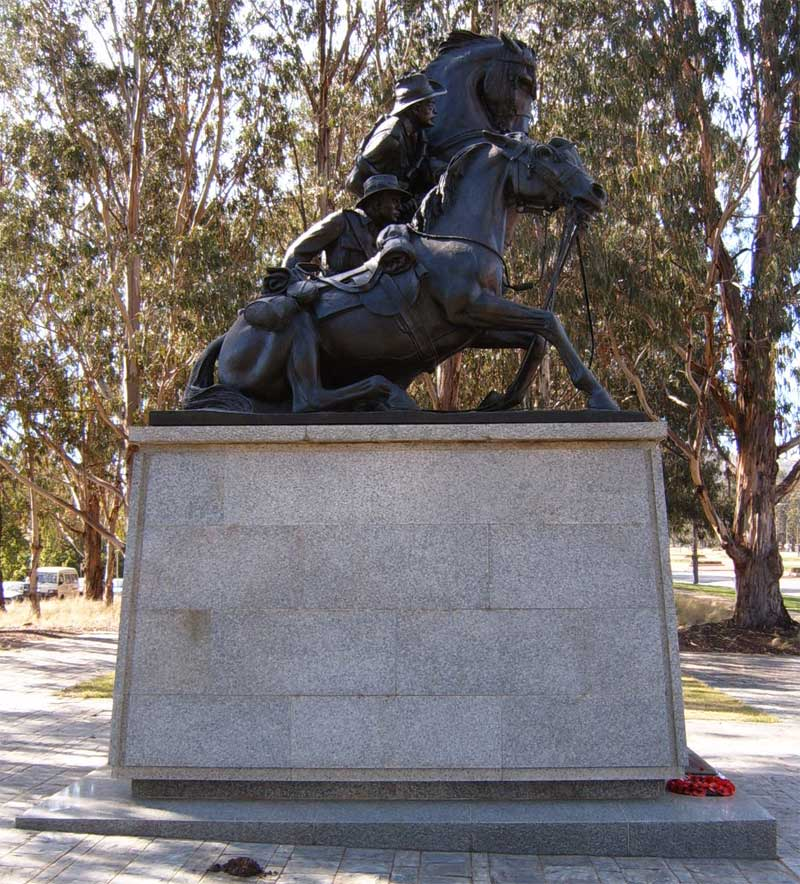
El Mounted Memorial, Canberra es un memorial australià a les tropes d'ANZAC a la Primera Guerra Mundial, localitzat a l'Anzac Parade, a Canberra

L'artista de guerra Alfred Munnings va ser enviat a França a principis de 1918 com a artista de guerra oficial amb la Canadian Cavalry Brigade. La Canadian Forestry Corps va convidar a Munnings a recórrer els seus camps de treball a França, després de veure alguns dels seus treballs a la seu del General Simms, el representant canadenc. Hi va crear dibuixos, aquarel·les i pintures, incloent l'obra Draft Horses, Lumber Mill in the Forest of Dreux el 1918. Quaranta-cinc de les seves pintures van ser exhibides a la Canadian War Records, exposició de la Royal Academy, moltes de les quals incloïen cavalls en guerra Nombrosos artistes van crear obres que incloïen els cavalls de la Primera Guerra Mundial, incloent Umberto Boccioni amb Charge of the Lancers i, Terence Cuneo amb la seva celebrada pintura de postguerra a Le Cateau durant la Gran Retirada. Durant Primera Guerra Mundial, l'artista Fortunino Matania, va crear la imatge icònica Goodbye Old Man que serien utilitzades per organitzacions britàniques i americanes per donar a conèixer el patiment dels animals afectats per la guerra. La pintura va ser acompanyada d'un poema, The Soldiers Kiss, en que també es destacava la difícil situació del cavall en la guerra.
L'escriptura va ser una eina de passatemps pels soldats de moltes nacions. Els cavalls de la Primera Guerra Mundial es van destacar en diversos poemes. El 1982, Michael Morpurgo va escriure el Cavall de Guerra, una novel·la, sobre la cavalleria durant la guerra. El llibre es va adaptar posteriorment a una obra reeixida del mateix nom, i també a un guió, amb la pel·lícula, llançada el 25 de desembre de 2011 als Estats Units. El gener de 2010, el History Channel va emetre un documental titulat The Real War Horse, que representava els cavalls a la Primera Guerra Mundial.